# Grene Sogn

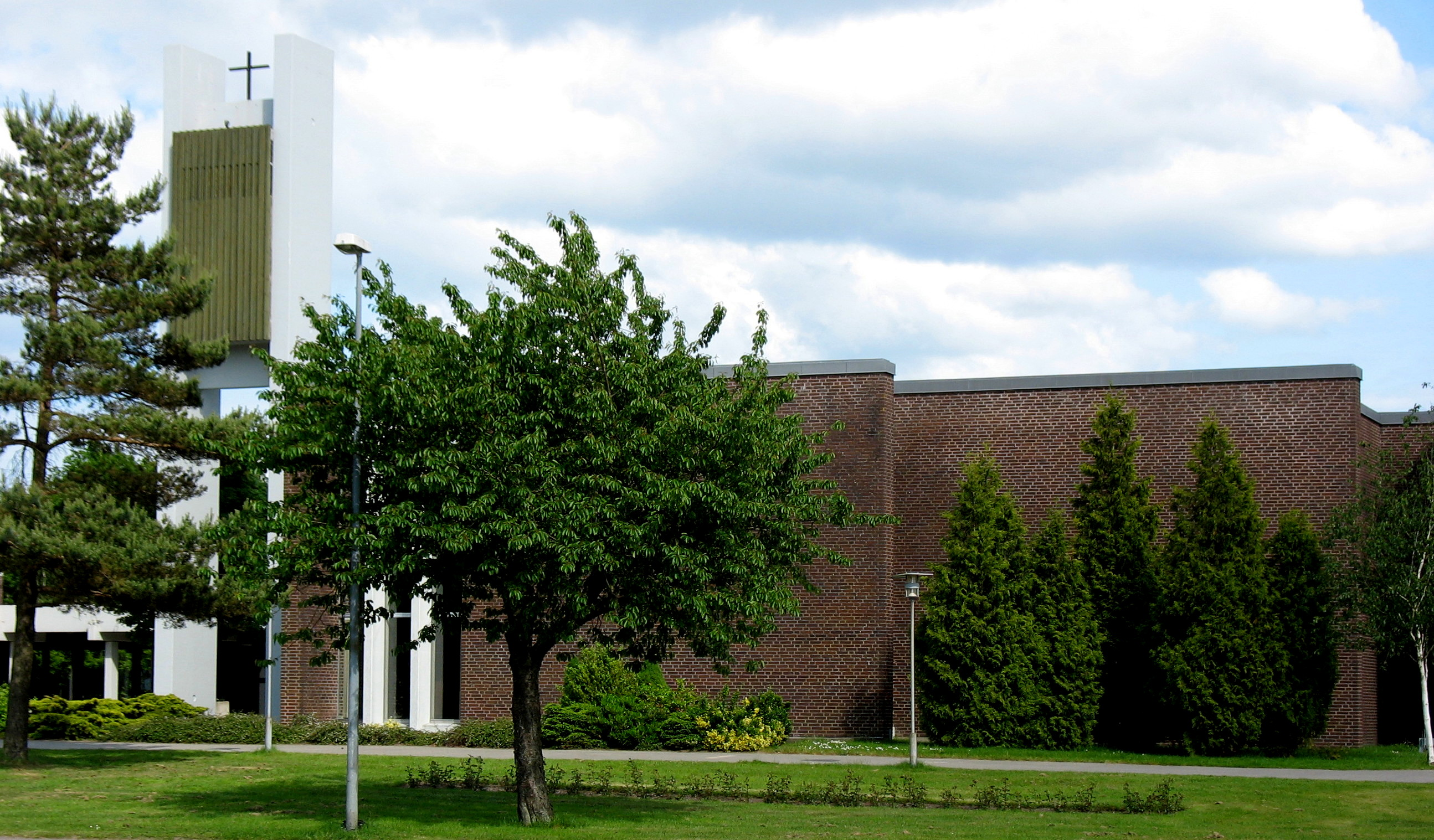
Billund Kirke

Grene Sogn ist eine Kirchspielsgemeinde (dän.: Sogn) im südlichen Dänemark. Bis 1970 gehörte sie zur Harde Slavs Herred im damaligen Ribe Amt, danach zur Billund Kommune im erweiterten Ribe Amt, die im Zuge der  Kommunalreform zum 1. Januar 2007 in der „neuen“  Billund Kommune in der Region Syddanmark aufgegangen ist.
Im Kirchspiel leben 7423 Einwohner, davon 7049 in der Stadt Billund, Sitz der Billund Kommune (Stand:1. Januar 2023). Im Kirchspiel liegen die Kirchen „Billund Kirke“ und „Grene Kirke“.
Nachbargemeinden sind  im Süden Vorbasse Sogn, im Südwesten Hejnsvig Sogn, im Westen Grindsted Sogn und im Nordwesten Filskov Sogn, ferner in der östlich benachbarten Vejle Kommune Ringive Sogn.im Norden, Lindeballe Sogn im Osten und  Randbøl Sogn im Südosten.